# کلودیا لیت
کلودیا لیت (انگلیسی: Claudia Leitte؛ زادهٔ ۱۰ ژوئیهٔ ۱۹۸۰) یک خواننده اهل برزیل است. وی از سال ۲۰۰۱ میلادی تاکنون مشغول فعالیت بوده‌است. از وی تاکنون ۴ آلبوم موسیقی منتشر شده‌است که یکی در استودیو و ۳تا نیز به صورت اجرای زنده ضبط شده‌است. وی همچنین در یک فیلم سینمایی و چند مجموعه تلویزیونی به ایفای نقش پرداخته و در انیمیشن ماشین‌ها ۲ نیز به صداپیشگی یکی از شخصیت‌ها پرداخت.

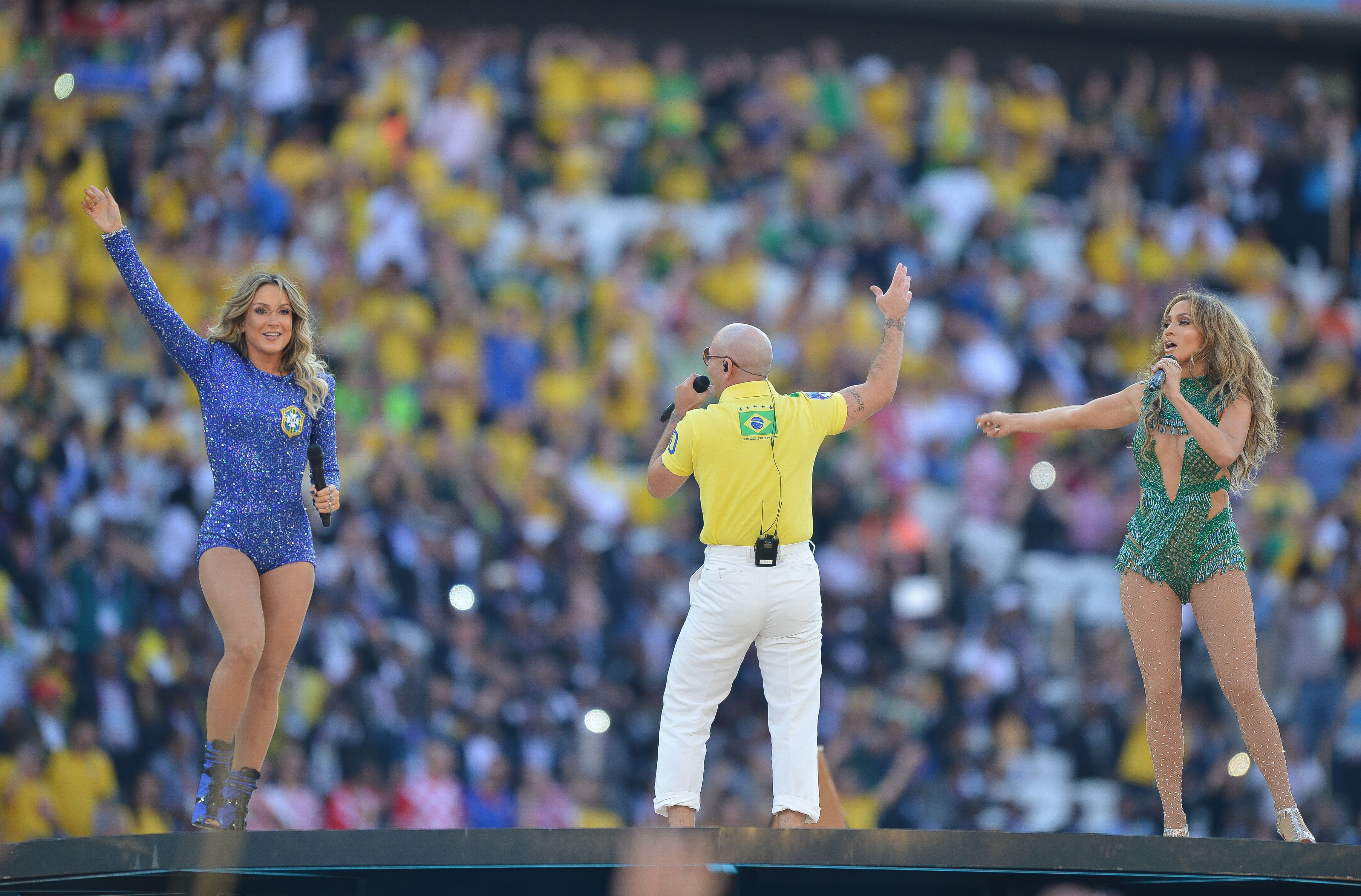
پیت بول، جنیفر لوپز و کلودیا لیت در حال آوازخوانی در افتتاحیه جام جهانی ۲۰۱۴ برزیل